# Xylophanes norfolki
Espèce
Xylophanes norfolki est une espèce de lépidoptères de la famille des Sphingidae, de la sous-famille des Macroglossinae, tribu des Macroglossini, sous-tribu des Choerocampina, et du genre Xylophanes.

## Systématique
L'espèce Xylophanes norfolki a été décrite en 1962 par l'entomologiste allemand Kurt Kernbach (d).

## Description
L'envergure de l'imago varie de 58 à 62 mm. L’espèce ressemble à Xylophanes tersa et aux espèces apparentées, mais les dessins et la forme de la face dorsale  de l'aile antérieure sont différents. Le dessous de l'abdomen est brun violacé, tandis que la face dorsale de l'aile antérieure a une couleur de fond marron et la couleur de la face ventrale de l'aile antérieure et de l'aile postérieure est orangée. Il y a des taches jaune pâle sur la face dorsale de l'aile postérieure, tandis que la couleur du fond est orangée.

## Biologie
Les imagos volent en février et en juin et parfois de septembre à octobre. Les larves se nourrissent sur Psychotria rufipes.

## Distribution et habitat
L'espèce est endémique des Îles Galápagos.